# 莫羅濟夫卡 (恰普林卡區)
46°28′9″N 33°23′27″E / 46.46917°N 33.39083°E
莫羅濟夫卡（烏克蘭語：Морозівка）是位於烏克蘭南部的村莊，由赫爾松州卡霍夫卡區的恰普林卡市鎮負責管轄。該村始建於1935年，面積30平方公里，海拔高度37米，2001年人口344，人口密度每平方公里11.5人。